# Tommy Wiberg
Mats Tommy Wiberg, född 1 juli 1945 i Halmstad, är en svensk grafiker och målare.
Han är son till textilarbetaren John Gustav Hilding Wiberg och Gertrud Valborg Thydell samt bror till Stellan Wiberg. Efter avslutad skogång studerade han konst för Eric Nilsson 1962 innan han samma år inledde sina studier vid Konstindustriskolan i Göteborg. Tillsammans med sin bror ställde han ut i Halmstad och han medverkade i samlingsutställningar arrangerade av Hallands konstförening i Halmstad och var representerad i internationella utställningar i Hamburg och London. Hans konst består av målningar i akrylfärg samt litografier, etsningar och monotypier med nonfigurativa motiv.   